# 2021年新疆棉花争议事件
2021年新疆棉花争议事件又称新疆棉花事件、新疆棉花風波、新疆棉風暴，是於2021年3月起在中华人民共和国爆發的抵制事件。事件源于西方国家批评中国建立新疆再教育營和指控新疆出现种族灭绝事件期间，西方媒体政商界指控中国当局在新疆对维吾尔族人民施行“强迫劳动”并发起贸易制裁与抵制。尤其是西方时装品牌（例如瑞典H&M、耐克、阿迪达斯等）因维吾尔人強迫劳动的相關報道和指控而於2020年发布声明稱“不与位于新疆的任何服装制造工厂合作，也不从该地区采购产品或原材料”所引起的一系列争议。不少服裝企業也因相似原因發表過聲明不使用來自新疆的原料或產品。而中華人民共和國官方媒體和民間則指责西方恶意抹黑，并動員挺新疆棉、抵制那些棄用新疆棉花的企業。事件引起一些中國大陸企业退出良好棉花发展协会（BCI），并引发了一场中國抵制洋貨運動。此事件是2012年以來最大規模的抵制运动。

## 背景

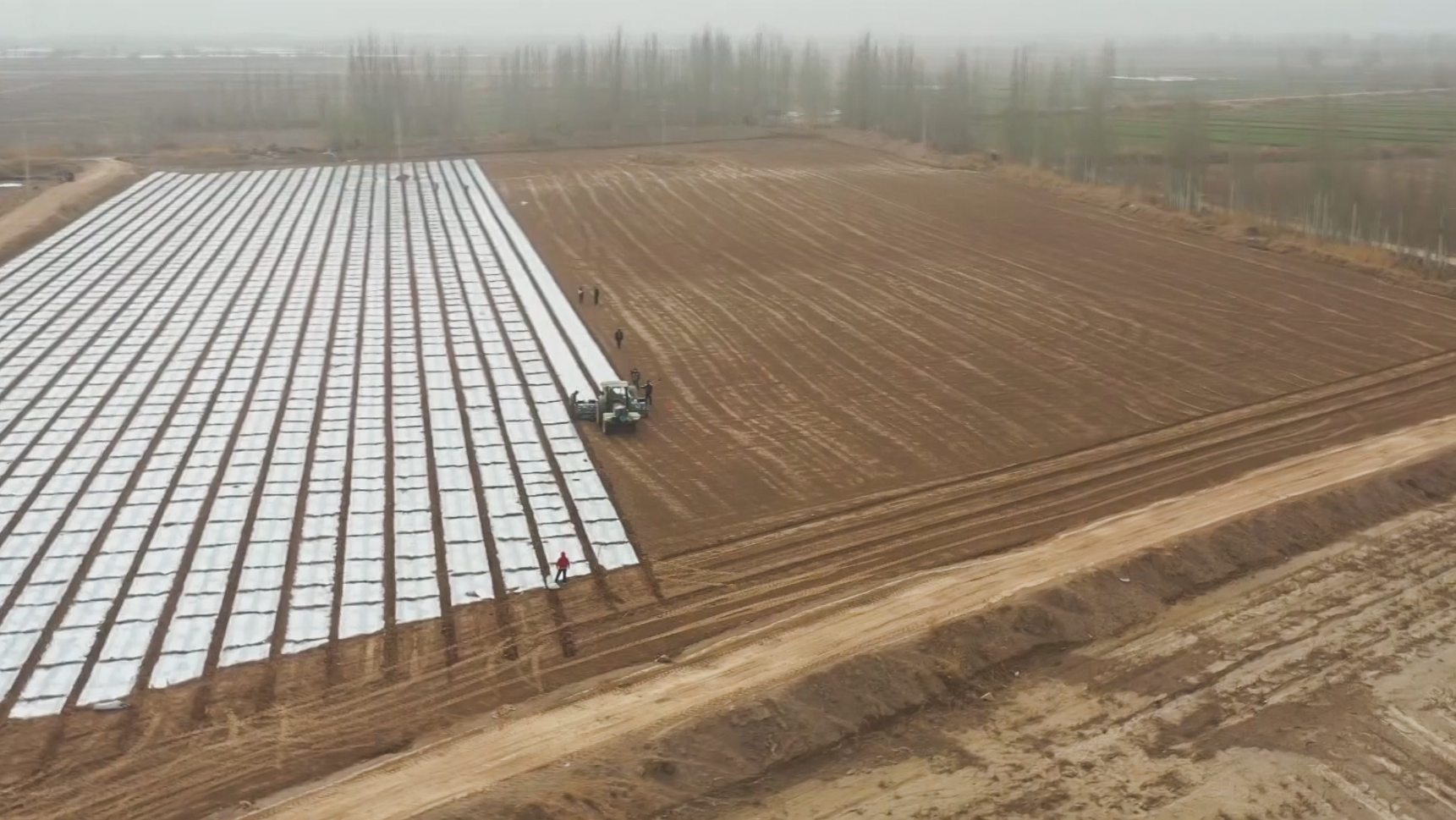
航拍新疆庫車市牙哈鎮的棉花春耕播种现场

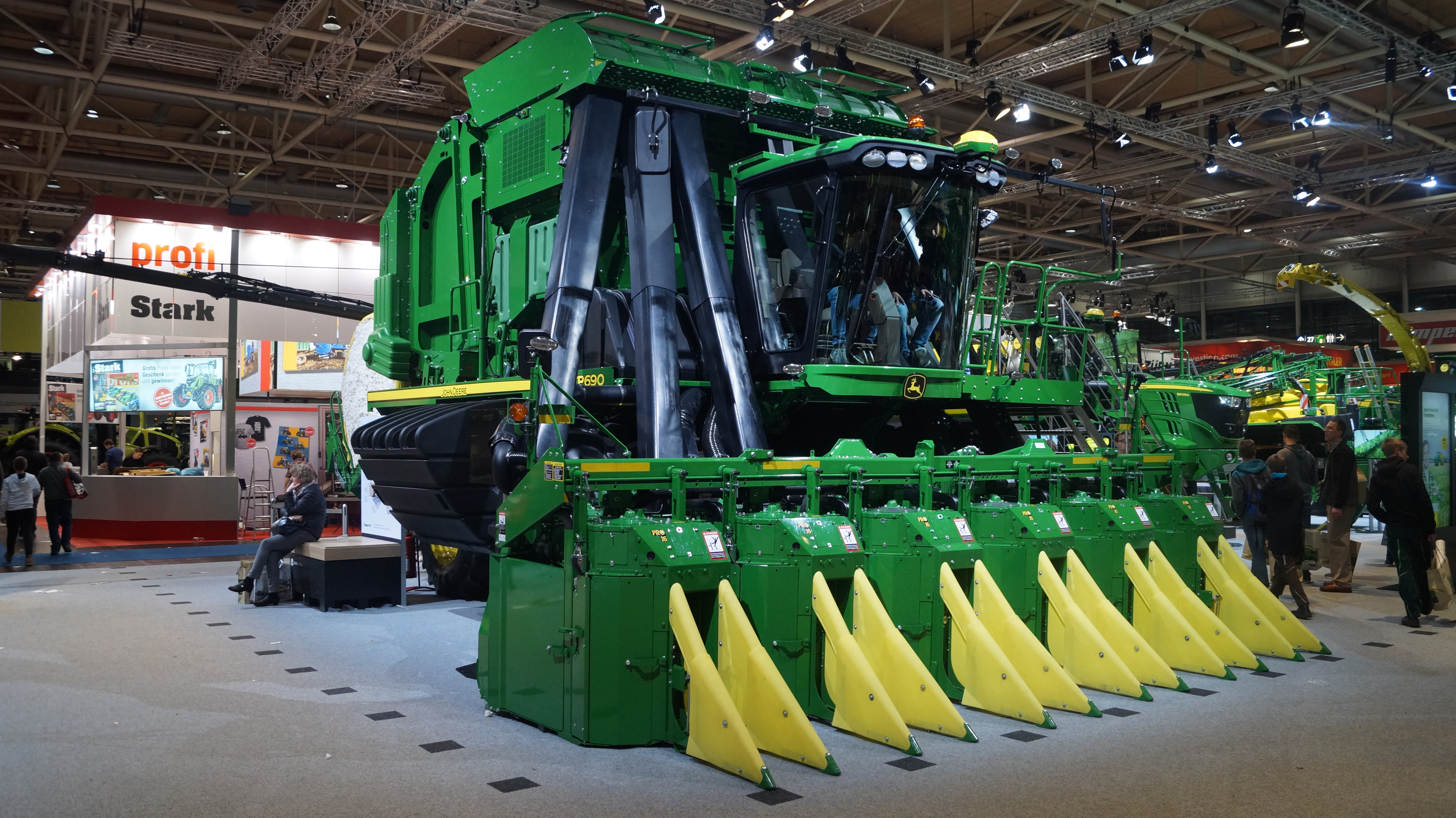
约翰迪尔CP690是新疆目前常用的採棉机型号之一

中華人民共和國是世界最大棉花消费国、第二大棉花生产国。新疆是中国大陆棉花的主要产地，截至2020年，当地棉花产量已经超过500万吨，占到中華人民共和國全国产量的87%，世界棉花產量的20%，机採棉种植面积占棉花播种总面积的69.83%。每年秋季棉花进入采摘期，新疆铁路部门会开行棉花专列，方便内陆地区省份的摘棉工进入新疆採收。而新疆生产建设兵团的机採棉业务始于1996年，当时主要使用美制约翰迪尔及凯斯两个品牌的採棉机，2018年起中国大陆本土品牌採棉机开始在新疆运用。
2019年7月，澳广ABC调查节目《四角方圆》称，维吾尔族穆斯林被抓捕并被强迫在新疆的纺织厂工作。随後Cotton On集团和Target澳大利亚公司对其供应链的内部展開调查，並宣布不再使用其新疆分包商采购的棉花。
2020年3月1日，澳大利亚战略政策研究所（英語：Australian Strategic Policy Institute, ASPI）发布一份研究报告，称包括苹果、耐克、阿迪达斯 、优衣库和斯凯奇在内的约83个知名消费品牌都有供应商与中国大陆维吾尔族及其他少数民族的强迫劳动有关，成千上万的维族人被强迫迁移到中国大陆各地工作。 
2020年3月下旬，总部位于英国和瑞士的良好棉花发展协会（BCI）宣布在即将到来的棉花季暂停在新疆地区的工作，暂停在新疆发放良好棉花许可证，原因是持续存在关于该地区强迫劳动的报道和指控，并委托专家对新疆的情况进行外部评估，但會将在整个棉花季期间支持农民。10月21日，BCI决定停止在新疆的所有实地活动。
2020年9月9日，彭博社援引发言人消息，称H&M没有与新疆地区的任何服装厂合作，目前没有从该地区采购任何产品，并表示已经采取措施确保中国大陆的供应商没有通过迁移计划雇用新疆工人。9月16日，H&M宣布终止与中国大陆一间纱线供应商（华孚时尚）的关系，原因是该厂产品涉嫌用新疆少数族裔「强迫劳动」生产。在发布的声明中，H&M表示该公司对“新疆维吾尔自治区的强迫劳动和歧视少数民族”的相关报道“深表关切”，强调“不与位于新疆的任何服装制造工厂合作，也不从该地区采购产品或原材料”。
2020年9月22日，美国国会通过《防止强迫维吾尔劳动法》；此前有歐美媒体指控新疆存在強迫劳动行为。
2020年12月14日，华盛顿共产主义受害者纪念基金会的德国高级研究员郑国恩对新疆棉花采摘工作进行调查，指每年有50多万少数民族工人在政府的调动下，强迫他们前往当地，进行采摘棉花的劳动。文件举例：2018年10月8日，阿克苏及和田地区“通过劳动力转移”的形式派出21万名工人，到新疆生产建设兵团负责的棉花种植园进行劳动。
2020年12月17日，英國廣播公司以標題為《新疆採棉工：新证据揭露时尚产业背后的强迫劳动》報導有數十萬維吾爾族及其他少數民族人群在新疆廣闊的棉田中從事艱苦的體力勞動，幾百家工廠在2018年後被快速建成，很多工廠位於新疆再教育營圍牆內或相近處。報導內容又寫道：「新疆的棉花種植業過去一直依賴來自中國其他省份的季節性農民工，儘管文件中聲稱工資水平可以達到每月5000元人民幣（764美元），但一份報導似乎表明，一個村莊組織的132名拾花工平均月薪只有1670元人民幣（255美元）。」12月28日，中国《环球时报》采访阿克苏、库尔勒等地，表示新疆的棉花生产早已实现高度机械化，并不需要大量的拾花工。
2021年3月22日，欧洲联盟、英國、美國及加拿大宣佈就新疆維吾爾族人權問題對中华人民共和国官員實施制裁，這是自1989年天安門事件歐盟對中國實施武器禁運以來的首次制裁。英國、美國及加拿大隨後發表聯合聲明指中國當局在新疆侵犯人權證據確鑿；澳洲及新西蘭亦於同日發表聯合聲明支持歐盟、加拿大、英國和美國採取的制裁措施。

## 事件发酵
2021年3月24日凌晨开始，关于H&M、新疆棉花和BCI标签的信息在新浪微博、豆瓣等社群网站发酵。3月24日10点，中国共青团在新浪微博上，对作为BCI会员的H&M于去年2020年9月发布的一份声明进行批判，谴责H&M「在刻意给新疆棉花找茬」，「一边散播谣言、抵制新疆棉，一边赚钱？是在痴心妄想」。该集团在声明中称“不与位于新疆的任何服装制造工厂合作，也不从该地区采购产品或原材料”，被認為是對中华人民共和国被指控强迫维吾尔人劳动的表態。H&M在中国社交网络上遭到中华人民共和国官方媒体和中国大陆网民共同抵制。有观点认为，H&M在2020年9月发布声明时没有被批评，是因中华人民共和国政府不想影响当时的中欧全面投资协定谈判。

## 挺新疆棉行動

### 对H&M的抵制

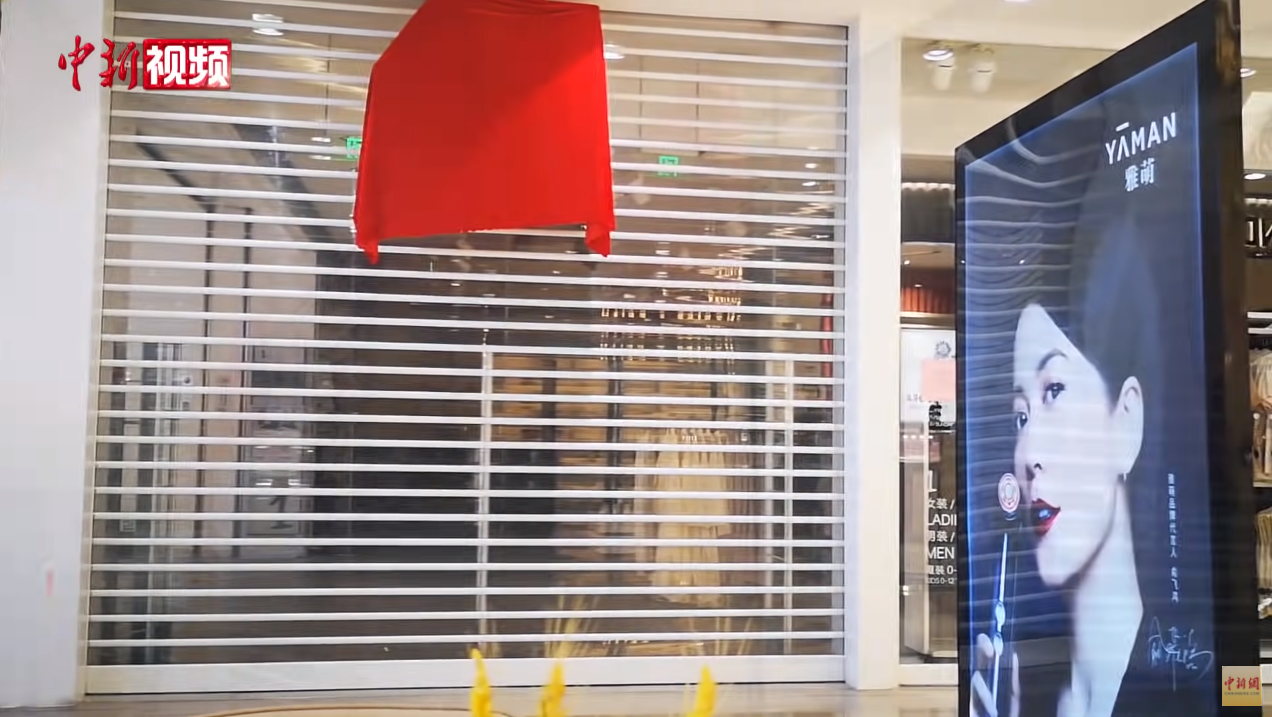
H&M位於新疆汇嘉时代百货的门店已关闭，店面標誌用一块红布遮盖住

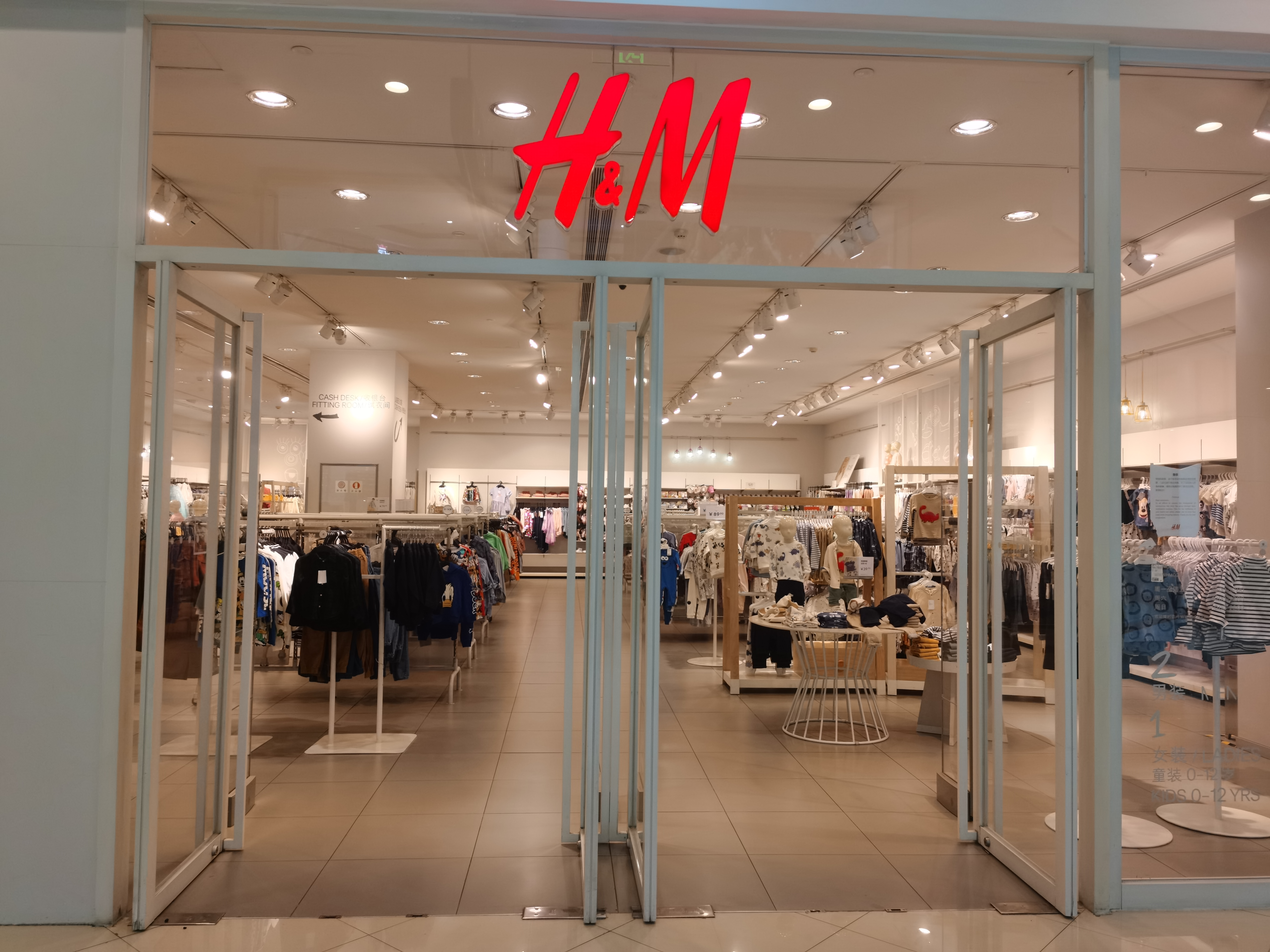
位于江苏省苏州市的H&M门店，该店在事件发生后仍正常营业，但客流稀少

- 原H&M大中华区代言人艺人宋茜、黄轩的工作室，以及辣目洋子亦在当日发布声明，表示已终止了与H&M的合作。[45][46][47]
- 淘宝、京东、拼多多等中国大陆地区的电商平台稍晚屏蔽了H&M的商店和相关商品[43]，而其在中国大陆的官方网站依旧在运营。
- 百度地图、高德地图屏蔽“H&M”或“HM”，中国大陆多个Android应用市场将HM商城App下架[48]。
- 成都大悦城将H&M商标摘下[49]，另外新疆乌鲁木齐汇嘉时代百货对H&M门店采取关店措施并发表声明，要求H&M对新疆人民道歉[50]。山東德州分店店員於3月25日早上突然將店舖關閉，暫停營業[51]。一些未关闭的店铺更是受此事件影响，人流稀少[52]，山東青島甚至有樓盤用橫幅寫明拒絕穿H&M等產品者參觀，但受到不少批評，認為是譁眾取寵[53]。在上海[54]和北京朝陽區[55]分店，则不受影响。在河南鄭州中原萬達H&M門市，一名年輕女士手舉寫有「我支持新疆棉花、抵制HM」標語牌，試圖勸說阻攔顧客進店，最後被警方帶走[56]。
- 美國彭博社3月29日報道，烏魯木齊、銀川、長春和連雲港等二線城市的商場運營商表示，至少有6家門店已被業主關閉。中国大陆媒體報道更多的門店關閉，不少H&M的品牌廣告牌，如在四川省达州[57]、重庆万象城店[58]、内蒙古呼和浩特民族商场H&M专卖店[59]已被撤下。据了解，關閉多家H&M門店是針對H&M声明的最新升級[60]。
- 2021年3月31日，H&M首席執行官透露目前在中國已有20間門市關閉[61]。
- 2021年7月，H&M公布3至5月的第二個財季表現，透露集團於中國内地的銷售額，比去年同期疫情期間的22.59億元瑞典克朗，跌28%至16.24億元瑞典克朗。同時，截至5月底，集團在中國的分店數量淨減13間至489間。相比H&M的其餘十大銷售市場地區，中國是唯一沒有銷售增長的地區。而且，去年同期被抵制前，以銷售額計，中國為H&M的第三大地區，僅次於德國和美國，佔集團全球市場近6%。而在上季，中國佔集團銷售額排名跌至第六[62]。
- 2021年8月，H&M发布第三個財季表現，透露中国已掉出H&M十大市场的名单，即H&M集团该季度在华收入已经无法排进前十。观察者网引述彭博社分析，表示H&M今年第三季度的在华收入约暴跌40%，损失超过7.37亿元。对此，H&M集团首席执行官海伦娜·赫尔默森（Helena Helmersson）拒绝透露H&M在华业务的最新情况，只是表示H&M在提出新疆棉花相关问题后便遭到抵制，这是“一个非常复杂的情况”（a very complex situation）[63]。

#### H&M的回应
- H&M集团于3月24日发表声明称，该集团一贯秉持公开透明的原则管理其全球供应链，确保全球范围内的供应商遵守其可持续发展承诺如《经合组织负责任的商业行为准则》，并不代表任何政治立场[64]，其后官媒《人民日报》旗下“人民日报评论”微博表示“中国网民不会买账”，并强调“国家利益高于一切”[65]。3月31日，H&M又表示公司对中国大陆市场的长期承诺“依然坚定”，公司希望做“负责任的采购者，不论在中国大陆还是世界其他地方”、“通过与利益相关者及合作伙伴共同努力，我们相信我们可以一起采取行动发展时尚产业，并以尊重的方式服务客户和行事[66]。”但这一回应并未提到新疆，也没有得到中国网民的认可[67]。

#### 中华人民共和国政府回应

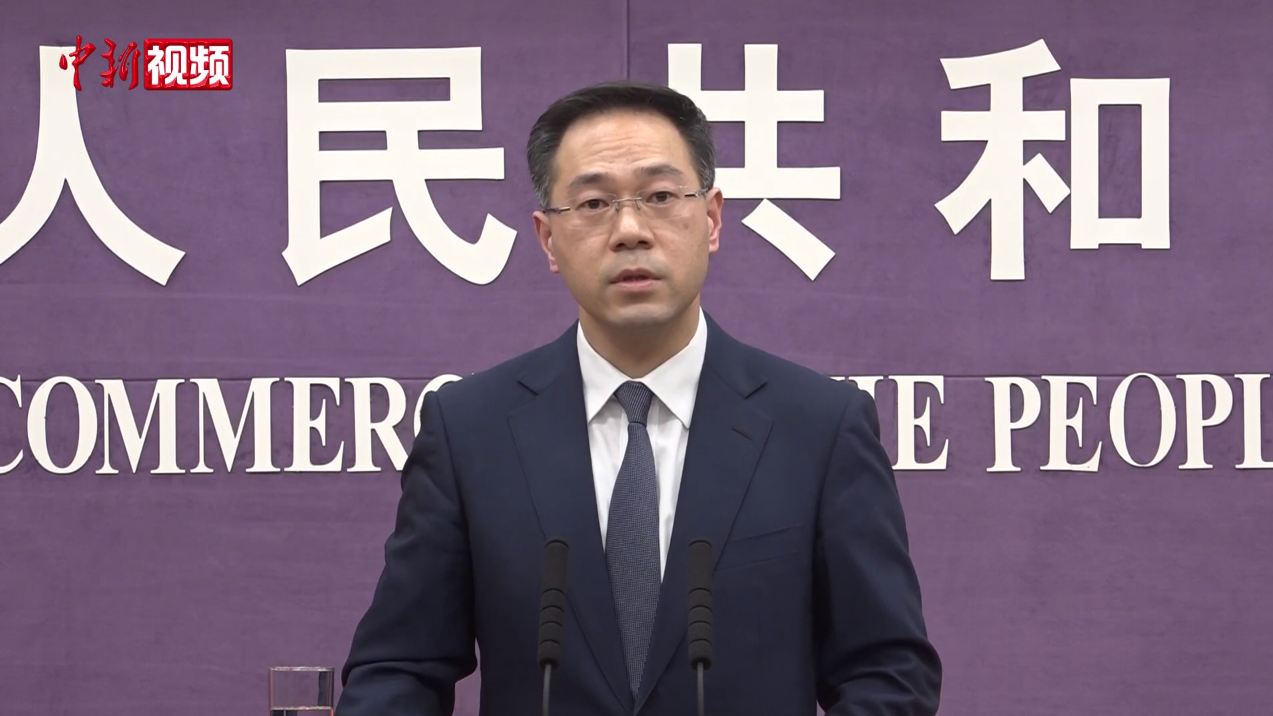
中华人民共和国商务部新闻发言人高峰回应

- 3月25日，中华人民共和国商务部新闻发言人高峰则表示，新疆地区存在强迫劳动是“子虚乌有”，“纯白无瑕的新疆棉花不容任何势力抹黑玷污”[68]。
- 3月25日，中华人民共和国外交部发言人华春莹在例行记者会上回应彭博社记者提问，指出新疆地区的棉花是世界上最好的棉花之一，有关新疆地区“强迫劳动”的指责完全是个别反华势力炮制的恶意谎言，目的是抹黑中华人民共和国形象，破坏新疆安全稳定，华春莹最后表示“中国光明磊落，中国人民友善开放。但中国人民的民意不可欺、不可违。”[69]在回应法新社记者有关“强迫劳动”的问题时，华春莹指出“美国等个别西方国家对新疆进行的指责完全是基于谎言，这些谎言是由几个所谓学者和媒体先煽动，然后一些反华势力跟进炒作，对中国进行造谣污蔑诋毁，这是极端错误的[70]。”其后华春莹展示據稱是美國黑奴被强迫在棉花地里采摘的照片，並稱新疆逾40%棉花田已進行機械化採摘的情況，反擊西方輿論[71][72]。但美國《新聞週刊》翻查資料後發現，有關「黑奴」照片攝於1960年代，屬於一系列由藝術家萊昂（Danny Lyon）拍攝的照片。彼時里昂獲得美國德州監獄部門批准拍攝囚犯生活，包括其勞動條件的艱辛，可见中方说法有误[73][74][75][76]。华春莹亦表示中方反对“基于谣言和谎言对中国进行恶意的攻击，甚至损害中方的利益”，“中国老百姓不允许外国人一边吃着中国的饭，一边砸着中国的碗”[77][78][79]。在回应路透社记者提问时，华春莹表示「这絶对不是什么民族主义，而是朴素的爱国主义[80]。」
- 3月29日，新疆维吾尔自治区人民政府及中华人民共和国外交部共同举行的涉疆问题新闻发布会，在新闻发布会上，新疆维吾尔自治区人民政府新闻发言人徐贵相表示：“企业不应把经济行为政治化。针对外部势力以所谓新疆人权问题为借口对中方有关实体和个人实施制裁，包括新疆各族群众在内的中国人民表达了愤慨之情。中国早已不是1840年的中国，中国人民遭受西方列强霸权、霸凌的时代一去不复返了。包括新疆各族人民在内的全体中国人民是不好惹的。制裁的大棒挥向新疆企业的时候，也会砸向自己。作为一个国际性企业，应该看到这一点。我们希望更多类似H&M的企业，要擦亮眼睛，明辨是非[81]。”在记者会上，有教培中心結業女學員指出：「在這裡我想要對造謠者說，你們整天胡說八道，靠詆毀我們教培中心女學員的名譽來打造自己不可告人的目的，你們不覺得羞辱嗎？良心不痛嗎？善有善報、惡有惡報」[82]，反驳有关指控。
- 3月29日，国台办发言人朱凤莲回应关于民进党针对H&M拒用新疆棉花事件作出的涉疆指控时指出，新疆维吾尔自治区全面贯彻党的民族政策，坚决落实民族区域自治制度，努力促进各民族共同团结奋斗、共同繁荣发展。反华势力炮制所谓“强迫劳动”“种族灭绝”的谣言，目的是抹黑中国大陆形象，破坏新疆安全稳定，遏阻大陆发展。她其后痛斥民进党当局极力配合反华势力进行别有用心的拙劣表演，认为这次再次充分暴露出他们“恶意操弄、攻击抹黑”的一贯伎俩，因此她对民进党做出呼吁，希望民进党能够关注台湾缺水问题、台湾网军议题等等，停止转移视线[83]。
- 3月30日，中华人民共和国外交部发言人华春莹在例行记者会上对外界有輿論認為抵制外國品牌行動有官方的「推波助瀾」作出回应表示「中國有14億人民，每個人都有自己的腦袋、自己的思想，每個人也都有在網上表達自己想法和感受的權利。不能一看到網上有一些你不喜歡、不願意聽到的言論，就認為是中國政府要求的、指使的。這是對中國存在的嚴重誤解和偏見。」「此次事件的是非曲直非常清楚，中國人民、中國消費者有權利做出自己的選擇。」[84][85]。
- 4月2日，上海市规划和自然资源局和上海市互联网信息办公室約談海恩斯莫里斯（上海）商业有限公司，指H&M官网上存在“问题中国地图”，要求其迅速改正[86]。

#### 其他反应
- 3月27日，香港公民力量主席潘国山、新民党党员李梓敬到香港H&M公司抗議，不滿品牌拒用新疆棉花，呼籲全港市民罷買。李梓敬表示，“H&M並無根據中國實際情況作出指控，傲慢無知的態度與刻意抹黑中國政府施政之心顯露無疑，其行為絕對不為任何華人所接受，呼籲全港市民罷買該品牌任何產品，以免為虎作倀。”而潘國山表示，H&M干預全球商業市場的公平貿易外，嚴重傷害中華人民共和國的國際形象，而H&M跟隨美國反華政策而行，以粗暴無理手段干涉中華人民共和國施政並抹黑人權情況，他呼籲H&M向全球華人道歉，糾正錯誤[87]，但公民力量主席潘國山被發現穿上不買新疆棉的Nike波鞋到場[88]，被質疑暴露了真正的取態，由於辦公室無人辦工，他們將請願信沿大門底插入，要求公司回應訴求[89]。
- 3月28日，香港建制派团体「香港同心會」前往H&M尖沙嘴廣東道分店外請願，高呼「香港支持新疆棉花，新疆棉花頂呱呱」等口號，又高舉「中國人不吃這一套」、「香港支持新疆棉花」等標語。在接受传媒访问时，同心會批評，「對於有指新疆地區出現強迫勞動等指控，純屬子虛烏有，只是美國及其他西方國家捏造的謊言，試圖打壓新疆棉花產業及中國紡織業發展，分裂新疆維吾爾族和回族同胞感情。」他們又批評，H&M等國際品牌公然抵制新疆棉花，做法違反國際貿易規則，屬霸凌行徑，要求H&M道歉，惟示威者卻公然穿著已表態棄用新疆棉的Puma、Adidas等品牌[90]，一名男示威者穿上Adidas波鞋，又有女示威者戴上疑似Adidas鴨嘴帽，不過以同心會貼紙把品牌標誌遮掩[91]。因限聚令影响，抗議人士分成4人一組，舉起標語和叫口號，警員在旁戒備，未有介入[92]，抗議行動歷時約10分鐘後結束，期間途人及顧客未有理會，繼續步入店內購物。行動負責人「華姐」表示，暫時未有其他同類型的抗議行動[90]。
- 4月1日，香港「要求H&M公開道歉大聯盟」前往尖沙咀H&M門店遞交44723名香港市民聯署信並要求H&M公開道歉。联盟表示，早前H&M品牌曾發表關於新疆「強迫勞動」旳聲明，聲稱新疆「持續存在的強迫勞動和其杝侵犯人權的指控」並表態抵制新疆棉對於所調新疆的抹黑造謠的指控，明顯充斥着偏見。联盟发起人黃煒龍批評H&M品牌「操弄政治議題，停用新疆棉花引發眾怒，其指控更與歐美國家口徑相同，失實指控國家，企圖分化中國人民的團結。身為知名企業，尊重事實、尊重消費者是基本的商業準則，一旦傷害消費者必然被消費者所拋棄。中國的新疆棉花潔白無瑕，不容污名化。」黃煒龍續指，H&M只派一名保安接收請願信，反映H&M「毫無悔意，拒絕向憤怒之中國人民道歉」[93]。

### 中國大陸的挺新疆棉行動

#### 工商业界
- 淘寶知名主播李佳琦發聲力挺新疆棉。他在微博上發布消息稱，4月初會參加上海時裝周，屆時將舉行新疆長絨棉產品公益義賣，以實際行動支持新疆棉，持續推動公益環保項，而2020年年底捲入售賣假燕窩事件的主播「辛巴」，於3月27日復出直播。他在直播中提到新疆棉事件，表示原本在復出的直播中有涉及抵制新疆棉的幾個品牌，但團隊了解事件後已立即下架相關產品，並上架了李宁、安踏等國產品牌，以支持新疆棉[94]。
- 淘宝直播主播薇娅发文宣布，下架直播间涉及反對新疆棉花的品牌，并表示“待厘清事实真相后再视情况决定是否上架”[95]。26日，薇娅在直播间开设“新疆长绒棉公益专场”，在直播间向网友推荐和销售新疆棉花制品。该场公益直播一小时内约有1200万人次在线收看，并帮助销售了价值约2352万元人民币的新疆棉制品[96]。
- 中国棉花协会表示，「反对以美国为首的西方各国对中国新疆纺织服装供应链及其相关产品实施任何限制，强烈敦促其停止错误做法，以行动支持新疆棉花，并欢迎全球棉纺织产业链各方通过赴疆考察、第三方尽责调查等各种途径更多地了解新疆棉花产业的真实情况，共同推动产业链透明度提升，增进理解与互信」[97]。中國棉花協會棉農分會會長曹會慶在接受中國大陸媒体採訪时表示，新疆棉花不缺訂單，即使沒有瑞士良好棉花發展協會（BCI）認證，也不會造成新疆棉花滯銷[98]。
- 中国纺织工业联合会表示，贊同中華人民共和國外交部和商務部的相關立場，反對任何污名化新疆棉的行徑；并指出新疆棉是全球業界公認的高品質天然纖維原料，是中國大陸紡織工業健康可持續發展的重要原料保障；强调所謂新疆地區存在“強迫勞動”，完全是子虛烏有，是徹底的謊言和政治操作。在声明中，工业联合会最后感謝新疆各族棉花種植者、紡織產業工人對中國大陸紡織工業長期的基礎性貢獻，感謝中國大陸紡織服裝企業在新疆的大量先進投資，感謝眾多國內品牌和部分國際品牌在此次事件中支持新疆棉花的堅定立場[99][100]。
- 中國国家棉花产业联盟27号发布声明，坚决反对污名化新疆棉行径，将联合全体成员单位和相关品牌企业，全力支持和推动新疆棉花产业绿色可持续发展，提升中国大陸棉花自有品牌的国际影响力[101]。
- 29日，《新疆日报》发布报道——《自治区总工会、自治区妇联、新疆棉花协会发表声明，不容任何势力玷污新疆洁白的棉花》[102]。新疆維吾爾自治區總工會称，西方反华势力「以人权为幌子干涉中国内政，破坏新疆安全稳定的险恶用心」，表示新疆棉花已实现了「机械化、智能化、规模化播种」。同时总工会亦表示，新疆政府「充分尊重和保障少数民族员工使用本民族语言文字的权利，职工们可以自主选择使用何种语言文字进行交流。企业工会组织充分尊重各族员工风俗习惯，为员工提供清真餐饮。」新疆维吾尔自治区妇女联合会称，「美西方反华势力以所谓的“强迫劳动”为由，炮制弥天大谎，抵制新疆棉花。他们妄图破坏、抹黑、污名化新疆安定、和谐、稳定局面，简直是痴心妄想、白日做梦！」，对美国为首的西方反华势力发出「强烈愤慨和坚决反对」；妇联会亦表示，新疆棉花产业是新疆妇女增收致富的重要途径，很多妇女都透过棉花采摘致富，过上美好生活，因此妇联会呼吁「美西方反华势力别再污蔑抹黑新疆了」。新疆棉花协会称，H&M等公司「毫无商业道德底线，肆意栽赃新疆棉花的丑恶行径，表示强烈不满和极大愤慨」，亦呼吁「有关品牌、机构停止在自身供应链中排除新疆棉花及其制品的错误行为[103]。」
- 中国消费者协会表示，「個別國際行業組織和跨國企業基於虛構的謠言，抵制新疆維吾爾自治區的棉花和相關產品，並就此發表聲明、終止合作、取消許可。這種做法嚴重傷害了中國消費者的感情，侵害消費者的合法權益。對此，中國消費者協會表示嚴重關切，并將密切關注相關事態發展，切實保護消費者合法權益」[104][105]。
- 另外多个中国大陆品牌鸿星尔克、海澜之家、美特斯邦威、森马等均表示支持新疆棉花[106]。

#### 政界
- 香港新界關注大聯盟公关发言人、匯蝶公益創辦人、香港立法會議員何君堯表示抵制新疆棉花的举动是中美貿易戰升級到全面鬥爭，并呼籲市民支持祖國、支持新疆棉花[107]

#### 时装界
- 在中國國際時裝周發佈會現場，太陽鳥服飾集團創始人兼設計總監周麗向路透社记者表示，「新疆棉花是我的愛，也是我的靈魂。我非常感謝它帶給我的所有快樂。」她随后表示，她在秀場上展示的服裝完全由新疆棉製成[108]。

### 对其他企业和BCI的抵制

#### 受影响的品牌
在這次中國抵制洋貨運動裡受影响的品牌约有两百余，且大都与BCI有合作关系:
- Nike
- Adidas
- 匡威
- 彪马
- Calvin Klein
- 优衣库
- GU
- 无印良品
- New Balance
- 巴宝莉
- ZARA
- GAP
- 宜家
- 乐购
- 迪卡儂
- Tommy Hilfiger
- Hugo Boss
- 亞瑟士
- Air Jordan
- Under Armour
- The North Face

受到此次事件的影响，一些与BCI组织有合作往来的企业在中国大陆的经营活动和商业合作受到严重影响。例如有网友发现BCI另一会员耐克于2021年以前在其英文官网上发表的一篇标题为《耐克对于新疆的声明》（NIKE STATEMENT ON XINJIANG）的文章，称“我们重视在新疆维吾尔自治区存在的有关于强迫劳动的报道。耐克没有使用新疆维吾尔自治区出产的原材料进行生产製造，也已与合作的供应商确认，确保他们不会向我们提供来自该地区的纺织品、纺纱线”。目前该网站无法从中国大陆访问（提示HTTP 403错误）。“耐克”亦一举衝上新浪微博热搜榜第一。事件爆发后，大中华地区许多艺人纷纷与拒用新疆棉或迟迟未表态的品牌公司解约。部分网友炮轰未与相关品牌解约的艺人；部分网友也表示，艺人主动与品牌解约并不能给品牌方造成影响，反而艺人需要向品牌方支付大量的违约金，品牌方因此而赚到钱。不过根据现阶段媒体采访相关法律人士透露的信息显示，早在2019年蔻驰，范思哲等品牌的“地图事件”后，明星艺人在与国际品牌签约代言合同时，基本都会在合约中明确“尊重中国历史文化”“不干预政治”等条款，如果出现国际企业首先因政治因素引发事故，或存在政治不正确，不合法等行为，明星艺人可依据该条款单方面解除合同，无须支付违约金。
阿迪中国公司抵制新疆棉後，泡泡玛特要求无限期推迟联名产品的上市，随后阿迪中国公司提起仲裁程序，仲裁委员会裁决认为阿迪中国公司抵制新疆棉事件仅是普通的舆情，不应影响双方合同履行，泡泡玛特构成违约，确认双方合作协议解除，泡泡玛特赔偿阿迪中国公司1600余万。泡泡瑪特不服，又向法院上訴。最终法院裁定驳回泡泡玛特相关申请。

#### 娛樂圈
- 对于“抵制新疆棉”事件，新疆一眾著名维吾尔族艺人迪丽热巴、古力娜扎、哈妮克孜、麦迪娜、米熱夏提·亞里坤、说唱艺人艾热、舞蹈員古丽米娜·麦麦提及佟丽娅（錫伯族）也纷纷透过微博发声支持家乡棉花[114][115][116]。维吾尔族央视主持人尼格买提在微博上发文，邀请各位“去新疆看一看”，并晒出新疆村民的淳朴生活照以及棉田农耕照[117]。28日，尼格买提在出席央视直播时提到“新疆棉花有柔软的质地，更有硬核的竞争力，理应拥有相匹配的话语权！今天我不叫尼格买提，我叫尼格卖棉，一起努力，让中国棉花名扬天下[118]！”
- 香港藝人陳奕迅、容祖兒、陳小春、鍾鎮濤、王祖藍、梁競徽[119]；台湾藝人罗志祥[120]、陈立农[121]、彭于晏、歐陽娜娜、張鈞甯、賴冠霖、許光漢、黄安、劉樂妍[122][123]等均在微博发声，支持新疆棉花。而曾黎则于日前参加《费加罗风尚盛典》绑上棉花，正面表态支持新疆棉花[124]。
- 日本演员矢野浩二在社交平台上转发了人民日报的微博，并带了话题“我支持新疆棉花”，随后众多网友也赶到评论区点赞，这也是首位兩岸三地外在新疆棉花事件上发声的艺人[125]。
- 3月25日上午9点，中国大陆艺人王一博、谭松韵所属经纪公司宣布终止与耐克品牌一切合作[126][127]。
- 赵今麦工作室終止與耐克的合作。
- 同日下午，杨幂、迪丽热巴、易烊千玺、邓伦、陈立农、王嘉尔、彭昱畅、Angelababy、宋妍霏、张钧甯、彭于晏、赵露思等工作室及陈奕迅官方微博发布声明，宣布终止与阿迪达斯的一切合作，刘亦菲吧官方发布微博称“经确认，刘亦菲女士与‘Adidas’品牌已无合作关系”。[128][129][130][131][132][133][134]
- 王源工作室发表声明表示和优衣库品牌无合作关系，井柏然和倪妮工作室随后表示已终止和优衣库品牌合作；白敬亭工作室、欧阳娜娜工作室及张艺兴工作室分别发布微博宣布和匡威品牌终止合作；张艺兴工作室、许光汉所属公司合力极光、刘雨昕所属女团THE9官博发布声明，宣布与Calvin Klein终止合作；陈伟霆将终止与Tommy Hilfiger一切合作；李现、杨洋、刘昊然、许光汉、刘雯发布声明终止和彪马品牌的一切合作关系。[135][136][137][138][139][140]
- 宋威龙所属公司欢娱影视、周冬雨工作室发布声明，因Burberry品牌方仍未明确公开表达态度及立场，宣布终止与Burberry品牌的合作。
- 腾讯公司的游戏王者荣耀取消与Burberry合作的「瑶」“自然之灵”新皮肤及“森海之灵”星传说皮肤计划。[141][142][143]
- 黄子韬工作室发表声明，其团队多次明确要求拉科斯特品牌方就品牌从未禁用新疆棉相关事宜在其全球社交平台进行正式的公开声明，但品牌方仍未作出表态，基于此，宣布终止与Lacoste鳄鱼品牌的合作。[144]
- 孟美岐所属公司乐华娱乐、张子枫工作室发布声明，宣布终止与New Balance的合作。[145][146]
- 李易峰、朱正廷、王琳凯所属公司陆续发布声明，宣布终止与雨果博斯的合作[147]。
- 中国大陆饶舌歌手乃万表示将下架与PUMA品牌同名单曲兼成名作之一《PUMA》，用切实行动支持新疆棉花。GAI直接转发与李宁合作的《万里长城》，表态支持国货。AR刘夫阳则放出将会出《phone project.》中第18首歌的消息[148]。
- 新疆青年李韻之説唱《你可荒謬》獲新疆共青團在B站發布，截至28日有逾31.7萬點擊。曲名「你可」乃取Nike諧音、「荒謬」則取聲母對應「HM」。歌詞嘲諷品牌依賴中國市場、批評外國「只要損害了利益，就是破壞所謂自由」，另反斥美國及英國曾奴役黑人，現卻打着人權的旗號。另一歌手「Jian-阿健」則與官媒共同發布《荒謬》一曲，超過百萬點擊。歌曲諷刺外國説三道四，持着政治正確的同時又說秉持言論自由，發表的聲明話裏有話，實際上就只是想「繼續裝傻來賺中國的錢」[149]。
- 鐘楚曦工作室發佈聲明，表示與NIKE合作到期且不續約。[150]
- 陳冠希創立的品牌CLOT終止與Nike的合作。[151]
- 李易峰工作室发布声明，宣布终止与亚瑟士的合作。[152]

#### 其他抵制
- 香港行政会议成员、香港立法会议员、新民党主席叶刘淑仪在2021年3月26日發文，指自己決定停用Burberry產品，在她贴文中，她指出Burberry是她十分喜歡的品牌之一，特別是其經典款羊毛頸巾，既美觀又保暖。基於該品牌對新疆作出失實及無理指控，因此決定即時停買及停用其產品，直至他們道歉或撤回指控為止[153]。有网民留言詢問葉劉會否銷毀品牌產品，表達對品牌的不滿，叶刘淑仪在27号早上出席電台節目回应，認為不需要特意去破壞一些現有的產品，強調她的主要目的是希望品牌可收回聲明及道歉[154]。
- 3月26日，两名居住在重庆的维吾尔族女生在重庆南坪H&M专门店门口大跳新疆哈萨克族舞蹈，更为路人派发棉花，这独特的抗议方式受到不少輿論关注，也有網民開玩笑建議「新疆大叔可以去門口烤羊肉串」，影片也在微博、抖音、快手、哔哩哔哩等社交媒体上引起回响[155][156]。
- 3月27日，《广州日報》旗下的《足球报》指出，「雖然雙方持有長期的商業合作關係，但一旦觸及到國家尊嚴民族團結大局，就沒有任何迂迴的餘地。」報道更透露，中國足協和職業聯盟籌備組已緊急就新疆棉事件召開內部會議，譴責Nike在棉花採購原料選擇上的錯誤行徑，並保留進一步處理合同的權力。鉴于民族主义的兴起，球队着手处理BCI企业商标，據悉，在上海申花足球俱樂部3月25日發布的球隊的日常訓練照片當中，球員身上的球衣並沒有Nike標誌。上海海港俱樂部同日的球隊訓練照片上，球衣上的Nike標誌也已經「消失」。3月26日，深圳市足球俱樂部面向全國培養精英球員的報道中，有Nike標誌的球衣圖片也被替換[157][158]。随后，《足球报》再次发文，指出「抵制，是对丑恶者的惩罚，也是我们强大自己的手段。只有我们足够强大，我们的声音，不必刻意发」，记者称坚决支持对耐克及其他愚蠢的外资品牌的抵制，也坚决支持中国大陸足球圈以任何形式对“耐克”们的抵制[159]。
- 民间抵制BCI风波持续，在重慶一間食肆，有職員用Nike的衫抹枱；山東青島的樓盤、內蒙古的店舖都有標示，禁止著Nike服裝的人進入[160]。
- 3月28日，有中國大陸網民發現，瑞典家具品牌宜家家居（IKEA）也加入抵制新疆棉行列，只是因為沒有代言人而未被留意，網民紛紛到IKEA的微博發言批評，揚言「不能留活口」。IKEA的官方微博被網民洗版，原本每篇帖文都只有10則左右的留言，然而在近幾天的帖文底下，有超過幾百條以上的留言洗版，要求IKEA表態[161]。
- 3月29日，华为、小米等品牌手機的應用商店裏，已暫停提供耐克、阿迪達斯等App的下載服務[162]。

#### 相关企业和BCI的回应
3月24日，有中國大陸网友发现，无印良品在各电商平台上的部分商品标题标注了“新疆棉”，“无印良品求生欲”当日登上新浪微博热搜榜。但有網民表示，無印良品的商品標題一直都有標註“新疆棉”，而非因此次事件才突然標註的。翌日，无印良品中国大陆总部称“我们并没有抵制新疆棉，而且我司有在使用新疆棉”。无印良品日本母公司表示，非常关切新疆地区强制劳动的报导，該公司对供应产品的新疆工厂进行查核，没有发现明显问题，該公司會确保產品合乎欧盟及美国有关新疆人权的法律及规范。2021年4月14日，无印良品母公司日本株式会社良品计画再发声明，良品计画社长兼执行董事松崎晓称该公司在2020年曾前往新疆进行调查，未发现任何重大违反法律法规或行为准则的情况。这一声明被媒体认为是无印良品将继续采购新疆棉花的表态。7月，無印良品母公司良品計劃社長兼執行董事松崎曉接受日本媒体NHK访问时，表示每年都會有第三方機構對種植該公司製品所用棉花的農場等地進行監督與調查，他表示，「（根據調查結果）沒有發現侵犯人權的情況，所以我們將繼續使用它（新疆棉）。」此外，NHK還提到，針對法國以涉嫌隱瞞所謂新疆「強迫勞動」，對包括日本迅銷公司的優衣庫法國分部（Uniqlo France）在內的四家時裝展開調查一事，松崎曉表示，無印良品沒有收到任何來自歐美的官方機構的調查申請。
3月25日，德國時尚品牌Hugo Boss在微博發文指，「新疆長絨棉是世界上最好的棉花之一」「將會繼續採購和支持新疆棉花」。但在27日撤下声明並在微博發文：「我們重視在中國各地夥伴的長期合作關係，Hugo Boss迄今為止尚未直接從新疆地區購買任何產品，我們將從2021年10月開始，重新核查新系列是否符合全球標準，另外針對相關指責報導，公司也會確保產品只使用符合我們價值觀和標準的棉花或者其它材料」，並重申：「我們致力於尊重人權，承認聯合國《世界人權宣言》的基本價值觀和國際勞工組織的核心公約，絕不容忍任何形式的強制、強迫勞動，這些標準適用於Hugo Boss的全球供應商」。
3月25日，日本运动品牌亞瑟士（ASICS）的新浪微博帳號發文稱，「將繼續採購和支持新疆棉」，29日该微博被删除。据澳洲廣播公司报道，亞瑟士日本总部在3月28日紧急开会并澄清，该声明是未经授权发出的，不代表公司的官方立场，否定25日官方微博上的挺新疆棉的聲明，「我們現在澄清，那份（微博上）有問題的聲明是未經授權而發出的，並不代表公司在此事上的官方立場」，「澳洲奧運隊的隊衣，並不含有源自新疆的棉花，也不是在這個地區生產」。
2021年4月8日，迅销集团（优衣库母公司）召开业绩发布会，有记者提问如何看待所谓新疆“人权问题”时，优衣库创始人柳井正表示，“我们在监视全部的工厂和棉花的生产，一旦发现问题就会与对方停止合作。除此之外，与其说是人权问题，更贴近政治问题”，“人权是非常重要的事情，作为企业我们正在做我们能做的事情，对于其他事情不予置评”。同时，对于记者追问如何看待不使用新疆棉花的外资企业被中国消费者抵制这一问题，柳井正称对此“保持中立态度”。2024年11月，柳井正在接受BBC采访时表示，优衣库产品不使用新疆棉。
2021年3月1日，BCI上海代表处微信公众号发布名为《关于新疆问题的重要申明》的中文文章，声明称：“BCI中國項目團隊严格遵照BCI的审核原则，从2012年开始對新疆項目點所執行的歷年第二方可信度審核和第三方驗證，從未發現一例有關強迫勞動的事件。”3月25日，國際金融報引述BCI上海代表處稱，上述聲明僅代表上海代表處觀點，“BCI总部也会有声明，目前正在处理当中”。3月26日晚，BCI上海代表处再度发布声明，重申“从2012年开始对新疆项目点所执行的历年第二方可信度审核和第三方验证，从未发现一例有关强迫劳动的事件”。3月27日，央视新闻报道，BCI上海代表處曾向瑞士總部提交2份调查报告，表示“在中国地区我们没有发现过任何一例有关强迫劳动的案例”，卻遭無視，總部決定無限期取消新疆棉企「良好棉花」認證。

经CGTN欧洲频道查询后，良好棉花发展协会日内瓦代表处回复指出该公司致力于在包括中华人民共和国在内的所有棉花种植地区促进可持续农业，与合格的当地参与者合作，开展实地计划，旨在为环境，农业社区的生计和福祉带来积极、可衡量的变化。但回复中没有清楚提到新疆“强迫劳动”的情况。
BCI is committed to promoting sustainable agriculture everywhere cotton is grown, including in China. In partnership with qualified local actors, we run field programmes which aim to deliver positive, measurable change to the environment and to the livelihoods and wellbeing of farming communities.
2021年4月15日CGTN报道，BCI官方網站下架了「新疆存在侵犯人權和強迫勞動」的声明。但《经济学人》中国事务编辑咨询BCI，BCI表示政策不变，只是为应对网站被攻击，会重新发布通告。

#### 退出BCI的公司
- 曾是该组织成员的中国大陆体育用品公司安踏于2021年3月24日透过微博宣布退出良好棉花发展协会[43]。3月25日，中国大陆A股、港股纺织服装板块涨停。有券商指出，随着安踏表示退出BCI，后续或有更多中国大陆品牌继续使用新疆棉，将激发国内市场对国货的消费热情[183]。
- 3月25日，安踏旗下的FILA中国发表微博称，品牌一直在持续采购和使用中国大陆棉产区，並提到公司的絲柔綿相關產品就是使用新疆產棉花，已经启动相关程序，退出BCI组织[184][185]。
- 3月27日，澳门新濠博亞娛樂宣佈退出良好棉花發展協會（BCI）。新濠称將繼續貫徹其可持續發展策略，包括棉花的可持續採購，以致力實現在2030年前達成碳中和及零廢棄[186]。

## 各方反应

### 各界政府人士、組織、名人

#### 中国大陆
- 3月26日，中華人民共和國外交部記者會首次播放涉及新疆的視頻，引述美國前國務卿克林·鮑威爾的部下一段公開講話，指美國中央情報局策動維吾爾族人製造動亂，破壞中國的穩定[187]。外交部发言人华春莹随后指，「美國與幾個西方盟友將黑手伸向新疆雪白的棉花，污衊新疆存在強迫勞動，甚至種族滅絕”，重申“中國不是當年八國聯軍『鐵蹄下的晚清』，中國光明磊落，事實將刺破所有針對中方的謠言」[188]。
- 3月26日，新疆维吾尔自治区人民政府和中华人民共和国驻英国大使馆在新疆维吾尔自治区首府乌鲁木齐举办“新疆是个好地方”英国专场视频宣介会，在针对英国中国商会会长方文建关于“新疆棉花”的提问，新疆维吾尔自治区人大常委会党组副书记、副主任[189]李学军介绍说，鉴于良好气候，新疆是中国大陆重要的棉花产地，而在多年发展后，新疆棉花已经成为高档纺织品和服装的重要原材料；实际上，新疆的棉花生产早已经实现了高度机械化，即使在忙碌的采摘季节，也不需要大量采摘工人。可以说从过去到现在，新疆根本不存在，也根本不需要强制性动员采摘[190]。
- 3月29日，中华人民共和国外交部发言人赵立坚对美国称抵制行动是“是由中国政府主导的”指控做出回应，赵立坚表示，“美国一些人不仅把新疆棉花污名化，严重损害新疆棉花种植业甚至中国整体经济利益，还企图将中国政府与民意割裂对立，其心何其毒也！”“據我了解，种植户能够通过手机APP足不出户订购机器采摘服务，可以说采棉已经进入‘互联网+’时代了，这个时候一小撮国家和个人还在编造所谓‘强迫劳动’的故事，难道是说强迫机器劳动吗？”[191]他接着称“有关外国企业仅仅依据谎言就拒用新疆棉花，这是一个活生生的反面教材，当然会引发中国民众的反感与愤怒，这还用得着政府去鼓动和引导吗？对中国民众而言，这些人的造谣抹黑是最好的爱国主义教育[192]。”赵立坚还说「吃著中國的飯，還砸著中國的鍋，天下哪有這樣的美事？中國市場始終是開放的，我們歡迎外國企業來華投資興業，始終為各國企業在華投資創造良好環境，我們也希望有關企業，在華經營合法合規，不要淪為某些政治勢力的工具，更不要挑戰中國民意。」[193][194]
- 3月30日，中华人民共和国外交部发言人华春莹回应彭博社记者关于中方对「美国在新疆煽动动乱」的指控时表示，"美国前国务卿克林·鮑威爾的办公室主任是当年亲自参与策动伊拉克战争的人，他亲口承认了，这至少说明美方有作案动机"，她指出美方宣布撤销对“东伊运”恐怖组织的认定一个显而易见的例子，并缓引加拿大博主达尼埃尔·邓布里尔影片内容，指“美方企图在新疆制造动乱、从内部拖垮中国，而当他们发现其目的实现不了的时候，于是连对雪白的棉花也进行抹黑”[195]。
- 3月30日，新疆維吾爾自治區人民政府新聞發言人徐貴相在记者会上指出，企業不應把經濟行為政治化。他說，這些企業受謠言影響，盲目認為新疆棉花行業存在「強迫勞動」，建議其思考制裁依據、制裁目的、制裁意義。「制裁的大棒揮向別國的同時，也會砸着自己的腦袋，是損人不利己的。」徐貴相更表示，「中方的反制措施正當、合理、適度，無可指責。我們也希望更多的企業要擦亮眼睛、明辨是非。當然也有一些企業表明了繼續合作的態度，對此我們表示讚賞。新疆维吾尔自治区人民政府新闻发言人伊力江·阿那依提在回应记者提问时表示，「棉花是白的，但一些人的心卻是黑的[196]。」伊力江.阿那依提最后表示，“欢迎各国企业到新疆的棉花产地、棉纺企业实地参观，与棉农和棉纺工人聊一聊，作出明智的选择。针对欧盟、美国、英国、加拿大以所谓“新疆人权”问题为藉口对新疆有关个人和实体实施单边制裁，徐贵相在发布会上作出回应，称其集体“失法、失理、失忆、失智”[197]。
- 4月1日，中国棉花协会发布声明，「堅決反對以美國為首的西方各國對新疆紡織服裝供應鏈及其相關產品實施任何限制，強烈敦促其停止錯誤做法。」該協會並稱，將支持邀請國外行業協會、品牌商及第三方機構赴新疆調研。協會续指，「中國棉花協會宣導社會責任、可持續、高品質的棉花產業發展模式，將加大向棉花產業鏈兩端的延伸，引入第三方認證體系，建立全程可追溯平台，加強與產業鏈各方深度合作，擴大『中國棉花』認證產品市場份額，提升『中國棉花』產業整體競爭力。」「中國棉花」標誌是中國棉花協會於2009年在中華人民共和國國家工商總局註冊的品質證明性商標，宗旨是推廣棉花天然、舒適、環保的特性，促進棉花品質的提升，讓中國大陸乃至全球消費者享受到優質的中國大陸棉製品[198]。
- 4月15日，港媒引南华早报引述知情人士透露，總部設在北京的棉花垂直服務提供商「中農國稷」正計劃成立中國版的BCI，並且已取得較大進展。中國版的BCI計劃可能會設立一間公司，以處理日常事務並舉辦各種行業活動，各項準備工作在項目啓動前就已經進行中[199]。
- 8月3日，环球时报引述中国国家安全部门，指BCI总部邀请“美国维泰”（Verite）介入“新疆棉花供应链强迫劳动”调查，总预算为88200美元，其中维泰总部获得51950美元，维泰实际控制的深圳公司获得18250美元，利润为1.8万美元。但后者从未实地调查，通过网络收集并引用反华组织发布的报告等作为依据炮制了《强迫劳动的风险分析报告》。维泰深圳员工指，调查报告自起草到成文并未进行实地调查，而是以立场先行、“有罪推定”的模式进行撰写，如果报告内容没有对中国有偏见的声音，则很难获得相关负责人首肯，而BCI总部也对这一报告予以肯定[200]。

#### 台灣
- 中華民國總統蔡英文在Facebook表示，「維吾爾人权与新疆棉花的议题，再度引起民间抵制跨国企业的情绪而引起国际关注，希望北京政府慎思，爱国主义和民族主义是民间朴素的情感，但放任这些情感来对企业的施压，不仅不会带来任何正面意义，也无助于促进中国成为所谓负责任大国。并认为維吾爾族的人權議題才是事件的本质，呼吁北京重视人权是普世价值和正视维吾尔族的人权议题，唯有停止压迫，才能化解国际质疑，才能化解对立冲突」[201]。
- 副總統賴清德表示：「中國如果認為國際社會指中國政府有壓迫新疆人權是錯誤的，可以開放國際媒體到新疆採訪，讓真相公諸於社會，讓新疆人民聲音可以被聽到。在沒有釐清真相，新疆人民聲音沒有被聽到之前，就來攻擊某個公司是不好的，不僅僅不會讓國際社會相信新疆人權沒有被傷害，也會對中國更不信任。」[202]
- 中華民國總統府發言人張惇涵表示：「北京不應放任民族主義或愛國主義情感向民間或組織施壓，這對中國成為所謂責任大國沒有幫助。公眾人物有影響力，希望大家重視人權普世價值。」並且呼籲：「至於剛剛問到，有些演藝人員表態，我想如果是出自於自主表態，因為他們活在民主自由的台灣；如果是因為被迫表態，那是因為他們身在沒有民主自由的中國。民主自由是台灣人民可以充分表達意見的原因，得之不易的民主自由也是我們堅持守護台灣人民的生活方式。」[203]。
- 台北市長柯文哲受訪時對於新疆棉抵制潮，表示：「中美貿易戰一定會持續打下去，中國在人權的確有需要改善的地方。反中在未來15 年仍會是世界趨勢，中國不管做什麼都讓台灣人不高興，不買鳳梨、派戰機飛來飛去、不讓台灣加入世界衛生組織（WHO），我都不曉得他們在幹什麼。」[204][205]
- 民主進步黨也在Facebook发文敦促北京政府勿催化民族主义，以转移人权压迫的焦点，表示北京政府在新疆的劳动压迫，已不是中华人民共和国内政的问题，而是世界各国极为重视的人权议题。而面对世界各国的质疑，北京政府卻催化民族主义以转移人权压迫的焦点来对抗全世界，不仅无法解决问题，反而造成更多冲突[206]。
- 立法院院長游錫堃臉書發文：「抵制新疆棉已經不是政治問題，而是人權問題！」[207]
- 中華民國立法委員林昶佐表示：「我們在台灣除了可以珍惜的防疫成果，還可以自由生活，光是自由本身就是值得守護的價值，至少今天表演的藝人不會被獨裁政府要求表態，尤其每次在唱音樂祭時，都會看到反核、婚姻平權及維吾爾人的旗子，但也沒有人會審查你的意識形態，這也是代表著台灣價值，而另外一方面，那些願意為了被關到集中營、被強迫勞動而發聲的人，他們才是真正支持新疆的人。」[208]
- 國民黨立委蔣萬安表示：「人權是普世價值，中共當局應對外說明清楚新疆人權情況，而不是用煽動民族主義的方式來回應國際質疑。」[209]
- 蔡依林本人並沒有對這事件做出任何表態，卻遭到部分中國大陸網民砲轟。其官方微博、蔡依林官方粉丝团分别发布微博，“蔡依林2021年世界巡回演唱会·台北加演场”的赞助单位已换掉彪马[210]，但其實，3月27日Ugly Beauty世界巡迴演唱會的5萬張門票5分鐘完全售完，也與中國大陸網友們理解的不同，因為PUMA台灣正式表示：「這次加場演場會我們收到贊助邀請的時間是比較臨時，雖然贊助合作內容後來持續在討論中，但因年度活動預算已抵定，無法臨時調整挪動，所以才這一次的加場演唱會才會無法合作。」[211]
- 资深媒体人董智森26日在九八新聞台《小董真心話》直播中表示，“那些抵制新疆棉花的人，有誰去過新疆？有誰看到被西方國家指控的事情？”他表示自己曾多次前往新疆旅游，从未看到西方媒体所称的“那些事”。对于中国大陆抵制品牌的行为，董智森認為是應該的，并以台灣抵制大陸货品为例反驳。他更批評“某些西方國家準備結盟，對付中國大陸，可是中國大陸已經不是過去的中國大陸，早就厭煩了西方自以為是，西方國家一兩百年來在中國攻城掠地，燒殺擄掠強姦，甚麼都幹，自鳴得意，那個時代已經過去了”。[212]
- 中時電子報社長、國家暨國際事務專家賴岳謙指出，中國大陸抵制這些品牌的浪潮是和中美大國博弈有關，他更痛斥歐美基督教國家没有關心過穆斯林。在访问中，他提出，新疆棉花問題是歐美國家故意炮製出來的。新疆可以自由出入，在大陆的台灣人和其他國家的商旅，可以自由出入新疆，他們有手機、網路，若真的有所謂新疆維吾爾人問題，那早就被拍出來。他指出，“那些所謂的研究人員所雖然做出指控，但拿不出資料來，這就是很明顯的故意製造的笑話、故意製造這樣的問題，就是要羞辱中國大陸，至於為何要羞辱大陸？‘因為在全世界來講，大陸快超過美國’”[213]
- 资深媒体人、南京大学台湾研究所兼职教授黄智贤[214]在脸书发文指，美国瞄準新疆已經許多年，現在用“種族滅絕”貼紙，硬貼在中華人民共和國身上，只是美国攻击中华人民共和国的开始，她指出美国攻打阿富汗后，在新疆長期培植恐怖份子，“致力於裂解中國”，最后她以反问句呼吁台湾人民不要“幫美國對付自己的同胞”[215]。並且表示，H&M看上去是支持人權，實際上根本是虛偽的品牌，過去曾找幼小黑人拍廣告，用猴子譏嘲黑人，她說這廣告歧視到破表，也引起過強烈抗議，這次拿新疆說嘴，黃智賢轟「用人權做藉口，打垮新疆經濟，讓新疆陷入失業貧窮，才有再度作亂，打擊中國」。她更表示：「我不會買H＆M的東西。我很喜歡吃新疆葡萄、饟、紅棗。新疆的棉花品質優異，我打算多買用新疆棉花做的衣物。」「必須支持新疆，因為那是支持新疆人過好日子。那是支持我們的同胞，那是支持人權與正義，那是支持中國」[216]。
- 中国国民党前主席、中華青雁和平教育基金會董事長洪秀柱在接受台湾媒体访问称“西方操弄的輿論沒有真相”。洪秀柱表示，“現在國際媒體的一些報道，或者説台灣內部新聞事件報道的真相是什麼？今天西方國家或其他國家刻意地傳播一些錯誤的訊息，並沒有實地去走訪、去了解當地維吾爾族人”。[217]
- 中央研究院近代史研究所副研究員、台灣大學歷史學系兼任副教授吳啟訥在接受港媒香港01采访时表示，「利用新疆的地緣政治和族群政治議題打擊中國，是一項悠久的西方傳統，因此对新疆成為西方打擊中國的焦點毫不意外」，他表示在西藏、新疆、內蒙古等地的紛爭背後，都有西方操縱實體作業或輿論攻勢的影子。由此总结，他认为西方的經濟戰目標，只是它的短期目標。但更深層、更長期的目標，則在於政治。以勞工為藉口設置貿易壁壘。他认为當西方發現新疆舉辦職業技能教育之後，立刻設想出將它描述為集中營的宣傳戰方案，再去尋找證據，主要是找流亡到海外或者是離開新疆的部分維吾爾族人作證，引導他們作證的方向。所以在這裡，西方並不在意新疆發生事情的真相；達成宣傳效果，才是整個操作的目標。对于中国大陆民众抵制H&M一事，他覺得效果未必能完全抵銷中國大陸棉紡織行業所遭受的損失。但長遠而言，中國大陸紡織業受損，勢必拖累全球紡織產業的技術進步，並損害全球消費者的權益。虽然这損害全球消費者的權益，但符合美國和西方的利益，因為由新疆的動盪所引發的中國大陸政治動盪，以及中華人民共和國在世界上形象的進一步妖魔化，大有助於實現拜登公開宣示的「阻止中國富強」的目標。至於新疆的前途和未來、維吾爾族人的生活和福祉，則從來不在他們關懷的範圍內[218]。
- 台湾作家溫朗東在臉書发布700字长文，表示中华人民共和国政府的抵制行動，表面上要幫新疆集中營洗白，實際上是為了掩飾戰狼外交遇到美國、加拿大、英國、澳洲、歐盟等國的聯合抵制，用愛國主義來掩飾外交行動的失能。亦點名批评歐陽娜娜、彭于晏、張鈞甯、許光漢等台灣藝人選擇跟極權國家站一起，沒資格領取任何中華民國文化部的影視補助，而他們所代言的所有產品，也應該受到台灣社會的抵制。并認為他們的選擇不是什麼「逼不得已」，而是價值選擇，「為了人民幣，選擇了血腥殺戮迫害維吾爾族、哈薩克族及其他少數族群的一邊」、「不管這些藝人曾經讓你多麼感動，他們現在都是血腥新疆棉的幫兇[219][220]」。
- 作家苦苓臉書上發文，认为正當台灣藝人被迫表態時：「當台灣人沒什麼了不起，但我們就是有不必表態的自由。」[221]
- 台灣FILA斐樂表示：「1.FILA品牌採行各市場代理商營運模式，台灣市場現為斐樂股份有限公司營運，中國市場則為安踏體育，各負責其市場營運。2.媒體報載FILA退出BCI組織為安踏體育之當地市場決策。3.斐樂股份有限公司代理FILA營運之台灣市場，現皆使用台灣製造的棉質布料，原物料來自南亞。」[222]
- 土耳其籍的台灣藝人吳鳳說：「我不是政治人物，但畢竟是一個公眾人物，很希望中國政府結束對維吾爾族人的歧視跟洗腦的政策。這幾天發生的新疆棉事件也告訴我們，人權跟工人的權利必須要好好被保護。不只在東突厥斯坦，其他任何一個地方都要有公平、合理跟文明的工作環境。我很尊重中國文化與傳統習俗，但是我想要看的中國，不是不斷的壓迫弱族群跟民主的聲音。全世界的國家，包含美國、德國、土耳其等等，都希望中國把自己好好整理一下再跟世界交流。我不是針對任何一個生活在中國的人民。如果中國想要變成一個大國的話，很需要從人權跟尊重開始，改善自己的政策。不然很可惜，在全世界眼中永遠不會有值得尊重的位置。」[223]

#### 香港
- 3月25日，已逃离香港并流亡英国的前香港众志成员罗冠聪（Nathan Law）用英文发布推文，认为中国大陆艺人支持新疆棉花等于支持“种族灭绝行为/危害人类罪行”、“大规模拘留”、“性虐待”、“种族清洗”、“宗教迫害”、“强制堕胎”，并对此感到恶心。[224]
- 3月26日，杜汶澤在臉書發文支持耐克，表示「我穿Nike我骄傲」，並指明星支持新疆棉花是為了自己的名氣[225][226]。

#### 美国
- 美国国务院发言人嘉莉娜·波特在例行新闻发布会上谴责由北京政府在社交媒体上主导针对美国、欧洲和日本企业的抵制运动，并表示：「我们赞扬并支持那些遵守美国法律的公司，以确保我们消费的产品不是用强迫劳动生产的」，同时她也补充：「根据联合国商业和人权指导原则以及经济合作与发展组织对于跨国企业指导原则，我们支持并鼓励企业尊重人权」[227]。
- 白宫发言人珍·莎琪表示，国际社会应反对中国大陆以私人企业依赖中国大陆市场作为武器，扼杀自由言论与阻碍商业道德的作法[228]。
- 2021年12月，美國《防止強迫維吾爾人勞動法》簽署通過，並於2022年6月21日生效[229]。

#### 法國
- 法国国际广播电台报道，法國歐洲議員格呂格茲曼与“歐洲維吾爾學院”主席迪麗努爾是呼籲西方企業抵制新疆產品的重要一員[230]

#### 意大利
- 港媒引述義大利媒體《未來報》（義大利語： ）報道，指出意大利時裝品牌Benetton（班尼頓）、OVS都在官網貼出公告，聲稱基於新疆棉花有違反人權、強迫勞動疑慮，旗下產品將不再使用新疆棉花。班尼頓的官網公告指出，新疆與烏茲別克生產的棉花被控有濫用童工和強迫勞動情形，因此班尼頓所有產品都不會使用來自這些地區的棉花。班尼頓的棉花生產鏈，從種植到加工過程，皆堅拒任何壓榨未成年勞工或強迫勞動的情形。而OVS在官網公告指出，新疆維吾爾人生產的棉花有強迫勞動疑慮，OVS決定響應義大利「乾淨衣服運動」（Clean Clothes Campaign，简称CCC）發起的倡議，暫停一切有關新疆棉花的商業往來，藉此呼籲中華人民共和國政府與相關中國大陸企業立刻停止迫害新疆維吾爾族人權，停止對新疆維吾爾族的強制勞動[231]。

#### 芬蘭
- 中華民國外交部駐瑞典台北代表團引述瑞典日報（Svenska Dagbladet）的報導：「瑞典芬蘭紙業公司 Stora Enso計畫停止出口中國新疆地區」，「針對近日的新疆議題，全球主要紙類木材供應商之一的瑞典芬蘭紙業公司 Stora Enso宣佈，對於新疆地區有關人權及強制勞工問題深表關切，計畫停止出口纖維素到中國新疆地區。Stora Enso自2017年出口紙漿給新疆地區的紡織製造商，已賺取近32億瑞典克朗。」[232]

#### 瑞典
- 瑞典首相斯特凡·勒文为瑞典品牌H&M被中国大陆抵制辩护，他在新闻发布会上表示：「我认为，像H&M这样的公司要承担社会责任是一件好事」、「H&M与国际工会保持着良好的合作关系，以纠正违规行为」、「非常高兴的是，公司对全球员工的状况负责，并确保员工受到尊重并享有良好的条件」。同时他也指出，欧盟与中华人民共和国之间的贸易协议正面临着不被批准的风险：「有几个人说不应该与中国签署这项协议，而我们正在对此进行辩论」。斯特凡·勒文没有直接回答瑞典和中国大陆之间的关系如何受到影响的问题，但他表示「我们对中国一清二楚。我们捍卫人权，我们永远不会把重要的东西摆在椅子底下」、「与此同时，我们希望进行良好的对话和良好的交流。中国是一个重要的国家，但我们之间应保持平衡」[233]。
- H&M公司執行長 Helena Helmersson 受訪時指出：「當然，這是充滿挑戰的1年。更加不可預測的世界讓我上了一課。」然後聲明，強調「雖然中國市場非常重要，但不會道歉，也不重新使用新疆棉。」[234]

#### 伊朗
- 3月30日-4月2日，伊朗驻华使馆工作组与包括上合组织成员国在内的多国外交人员受邀前往新疆参观，期间伊朗驻华外交官员发布了其参观新疆棉纺织工厂的视频，并在微博配以文字称“新疆棉花很忙”，以实拍角度驳斥了有关新疆棉纺工厂存在虐待维吾尔族员工状况的传言，该视频得到中国网民的称赞[235]。

#### 聯合國
- 3月29日，聯合國人權事務高級專員辦事處部分專家發表聲明，表示：「对中国维吾尔族穆斯林被拘留和强迫劳动的指控表达严重关切，呼吁不受阻碍地进入中国进行实况调查，并敦促全球和国内公司密切审查其供应链。」[236]。另有媒体稱：「根據聯合國人權理事會掌握的資訊，上述逾150家企業不分中外，含括農業綜合企業和科技、汽車、紡織、服裝等領域，導致新疆維吾爾族勞工至少數十萬人被送到新疆或其他省分的工廠，置身於剝削性工作及有虐待之嫌的生活環境中，飽受任意拘禁、人口販運、強迫勞動等暴行奴役。」[237][238]
  - 聯合國人權理事會工商企業與人權工作小組，副主席戴瓦（Surya Deva）說：「涉及新疆的商業活動一直會是北京與歐美國家的衝突來源。企業不能對維吾爾族人處境視而不見，須依聯合國指導原則進行人權盡責查證。」[239]

#### 學術界
- 对于H&M3月31日發布聲明沒有對中國大陆道歉，台灣政治大學地政學系教授徐世榮认为，企業在做生意賺錢的同時，也必須勇敢的承擔起社會責任，希望台灣的商人及演藝人員也都能夠向H&M學習。[240]

### 企业界
- 由50多名投资者组成的投资者人权联盟（Investor Alliance for Human Rights）要求H&M、VF Corp、Hugo Boss和Inditex等超过40家企业提供更多关于供应链的信息，并放弃可能导致侵犯人权的情况[241]。
- Hugo Boss在中國社交網站用中文表示将继续采购新疆棉花，不過該公司的官方网站上的一份英文声明表示“迄今为止，HUGO BOSS尚未从直接供应商处采购任何源自新疆地区的产品”。公司發言人Carolin Westermann表示公司“与非政府组织和包括投资者在内的其他主要利益相关者积极交流，以更详细地概述我们的标准、价值观和可持续发展倡议[241]。”
- 贝莱德的一份报告表示：“未能解决与人权有关的风险，可能会影响一家公司的整个价值链，这可能……影响股东价值[241]。”
- 领航集团发言人表示，该公司“非常认真地对待人权问题，包括强迫劳动的指控。如果一家公司的商业行为或产品危及人们的健康或安全，也可能给投资者带来长期的财务风险[241]。”
- 耐克行政總裁 John Donahoe 在一個分析員電話會議上，回應有關 Nike 和中國品牌競爭的問題時指，「Nike 是屬於中國、服務中國的品牌（Nike is a brand that is of China and for China）」[242]。
- 2021年1月，英國瑪莎百貨（Marks＆Spencer）聲明該公司將停止來自新疆的原料和製品，已簽署一份由民間團體和勞工組織組成聯盟發起的呼籲行動。 [243]並且反對任何強迫勞動而來之新疆棉。[244]
- 來自荷蘭的服裝品牌We Fashion由於沒有在中國設分店[244]，而不必承受中國壓力，但還是在官網發出聲明如下：「WE Fashion不與任何來自新疆的供應商合作。We Fashion明確將禁用新疆棉納入公司行為準則，並要求所有供應商簽署該準則，至今，We Fashion能持續使用和採購來自世界各地其他地區的棉花。」[245]

### 人權組織
- 2021年4月，多家人权机构以及个体向巴黎的法院起诉Zara、Uniqlo、Sandro以及Skechers滥用由被強迫勞動的维吾尔人生产的新疆棉质材料，涉嫌侵犯人权[246]。

### 媒体舆论

#### 中国大陆媒体反应
- 2021年3月26日，香港媒体引述环球时报总编辑胡锡进在微博連發多篇文章，指出當中西意識形態衝突嚴重加劇的時候，跨國公司在不同市場之間迴旋平衡註定會變得困難。胡錫進表示「中國網民們有權利扒這些西方公司對新疆事務的無禮表態，也有權利表達憤怒。」H&M之所以讓中國網民們憤慨，是因為該品牌關於新疆問題的聲明太突出主動，稱這是任何消費群體受到冒犯時都會做出的反應。胡錫進又認為，多間外企遭到中國網民的聲討，與中國擴大對外開放毫不矛盾，也不應定義成「政治打壓」。「更應該把它看成市場過程，這是廠家和產品取悅消費者繞不開的環節，讓市場規律來決定這種碰撞的結果[247]。」
- 有中国大陆学者接受环球时报访问时，认为中华人民共和国政府可將BCI納入制裁名單，以反制BCI禁新疆棉花的举动。西南政法大學人權法教授朱穎表示，中方是按照國際法和國際慣例通過正當程序和原則實施制裁的，決策機關是根據國際形勢變化和發展情況，針對汙衊新疆相關人員和實體進行有計劃、分步走的制裁。如果相關國家，相關機構和相關人員依舊不收手，繼續上演國際鬧劇，那麼中方還會持續對相關領域採取進一步制裁措施。中国外交學院教授李海東表示，此次中方制裁顯示出範圍有所擴大，以往是政府官員，國會議員，現在涵蓋了宗教人員。這些所謂的宗教人員實際上是以宗教為馬甲，配合美政府實施對華圍堵政策的政治煽動者。他們在美國政策和社會領域影響力較大，對中國宗教自由的指責一方面迎合美政府口味，一方面又在事實上慫恿其它國家對華採取強硬制裁舉措，其對西方社會對華展開涉疆議題的大圍剿起了推波助瀾的作用[248]。
- 3月28日，中国中央电视台聯合短视频平台快手發起「我為新疆棉花代言」的「直播帶貨」活動，推介新疆棉製品。這場直播累計觀看量超1600萬，銷售額超2000萬元（人民币）。這場直播帶貨活動由央視維吾爾族主持人尼格買提主持，藝人于朦朧、馬艷麗、景甜、張含韻等均有參與。尼格買提在直播中表示：「新疆棉花有柔軟的質地，更有硬核的競爭力，理應擁有相匹配的話語權！今天我不叫尼格買提，我叫『尼格賣棉』。來自烏魯木齊的于朦朧表示，「新疆棉花質量非常好，我不允許別人玷污和抹黑，我們家鄉的棉花攢勁得很！」，「新疆棉花哥」張宏遠在直播中指出，現在都是機械化採收棉花，根本不存在所謂「強迫勞動」的情況。」[249]
- 3月30日，《環球時報》評論稱，“白宮譴責中國政府主導媒體攻擊這些企业”的行为是美國政府對跨國企業與中國市場衝突的進一步操弄和煽動。評論文章稱，中國社交媒體上對參與了抵制新疆棉花西方公司的聲討完全是自發的，中國官方沒有威逼任何外國企業該怎麼做。雖然網上的聲討很激烈，但中國全境沒有發生針對相關外國品牌門店的現場破壞事件，「而美國『黑命貴』運動中發生了很多打砸搶，中國公眾的抗議到底是甚麼性質，由此也可窺一斑」[250]。
- 3月31日，H&M公司在一份最新聲明中宣稱，公司對中國市場的長期承諾「依然堅定」，公司希望做「負責任的採購者，不論在中國還是世界其他地方」，公司「致力於重新獲得中國消費者、同事和商業夥伴的信任和信心。」央視當日發文批評指，H&M這份將近500字的聲明，扭扭捏捏，避重就輕，顧左右而言他，基本上是一篇空話滿滿、缺乏誠意的二流公關文。「H&M為什麼不大大方方地向消費者致歉？近來這幾家洋品牌跟風操弄新疆議題，既然願意相信謊言、顛倒黑白，就得接受中國消費者的回應了。」央視的評論還稱，若真想重獲信任、保住市場，就得拿出誠意，「在你們自己挑撥的關鍵問題上有個立場、表個態度。錯了就是錯了，扭扭捏捏幹啥呢？請少點套路、多點真誠！」[251]

#### 其他媒体反应
- 事情发生后，国际媒体随后跟进报道。华尔街日报[252]、路透社[253]、CNBC[254]等报道了H&M被淘宝京东等电商屏蔽。多家外媒形容中国大陆的抵制行动有如义和团运动[44][255][256][257]。
- 美国有线新闻网则认为中华人民共和国政府的这种自上而下的抵制行为给在华的国际品牌商敲响了警钟。[258]
- 纽约时报则认为“随着北京想方设法反驳国外的批评，这些公司在中国的地位可能会变得越来越不稳定。而且，为了政治目的显示自己的经济实力是中国的惯用做法。中国外交官现在经常在传递民族主义信息的同时，使用威胁来恫吓北京的批评者，维护本国的利益。”中国欧盟商会主席伍德克(Jörg Wuttke)在一封电子邮件中写道，“可能会变得更激烈。”[259]
- 《泰国头条新闻》报道指出，很多泰国网民都对中国大陆人民的做法表示称赞和支持；有的网民还评论表示西方的这种做法，就如同此前某西方组织称泰国使用猴子摘椰子属于虐待行为，由此呼吁各国抵制泰国椰子制品事件一样[260]。
- 《自由亚洲电台》引述一名網名「官奴」的漢族女性在Clubhouse上向網民分享的文章，新疆建設兵團「通過勞動力轉移」实际上是一種軟暴力。她比如一個農場的連長、指導員要職工去摘棉花，「你能說不去嗎？你不離開，不聽話，不給領導面子，不積極響應上級調動，以後的日子怎過？」并指出自己從小接受「學雷鋒做好事不留名」，要「熱愛勞動做接班人」的「德育培養」，新疆訓練有素的農工大軍，其實長期被歷史挾持[261]。
- 香港01认为，中国大陆新一代年轻消费者越來越將中國品牌放到對等位置，不管國產還是外國牌子，都需要憑質量、設計説話。今日的中国大陆消费者虽然确实存在“国仇家恨”的情绪，但是輿論場中罵H&M等西方快消時尚品牌的，許多是集中在「質量不如國產品牌」的討論上。同时網上不少人呼籲，不要去攻擊代言的藝人或帶貨的直播主，多支持國貨就好。而且消費者認為「同质量产品不如找國貨」的意識在提升。因此不应持續將原因歸結為「中國仇外」进而忽視最根本的年輕消費群体的心態變化。[5]
- 《洛杉矶时报》社论指出，作为长达数十年征服新疆西北部地区讲突厥语和以穆斯林为主的维吾尔族人运动的一部分，中国政府侵犯人权的行为令人发指。中国政府还通过一种原始形式的奴隶制，强迫维吾尔人采摘棉花，这在许多国家被视为使用强迫劳动的行动来收获的作物，玷污了许多全球产品。中国网民在社交媒体上谴责时尚品牌H&M对中国强迫劳动的「侮辱性」谴责，而政府实际上已将H&M从市场上撤下，这种强烈反对已经蔓延到其他品牌，实际上只是将中国人民与国际品牌分开。在国际方面，世界各国政府都已谴责这些政策，越来越多的人呼吁抵制在中国举办的2022年冬季奥运会。然而，北京政府并不对此羞耻的行为觉到难堪，因为中国经常通过否认潜在的现实来回应对其政策和行动的批评；它声称每年有100万维吾尔人在再教育营接受职业培训以改善他们的就业前景，而参加奥运会的运动员和球迷可能会对中国政府的言行感到尴尬。最后呼吁全球消费者与被抵制的品牌站在一起，拒绝新疆强迫劳动所生产的棉花[262]。
- 2022年9月，《美國之音》中文網通過推特收集用戶對聯合國人權機構发表中国新疆的報告的用户意见：「聯合國又沒有代表哪個國家的立場，如果聯合國都這樣說了，那就真是反人類了。試問谁愿意跟反人類的一起混呢」、「難怪當年阿迪達斯和耐克抵制新疆棉花，原來是這樣啊」。针對聯合國在其報告中使用中國當局在新疆可能犯下反人類罪：「聯合國成為美國成為白人的話語權平台，其失去公正，就沒有了價值，最終玩完。」、「我希望中共盡快推（退）出聯合國這個反華機構，以免被抹黑。關起門來割韭菜。何樂而不為！」。也针对用戶發表在佔中國人口大多數的漢人當中常見的觀點：「不要說中共剝奪維吾爾人的人權，漢人也沒有各種基本人權啊」[263]。

### 中國大陸民间反应

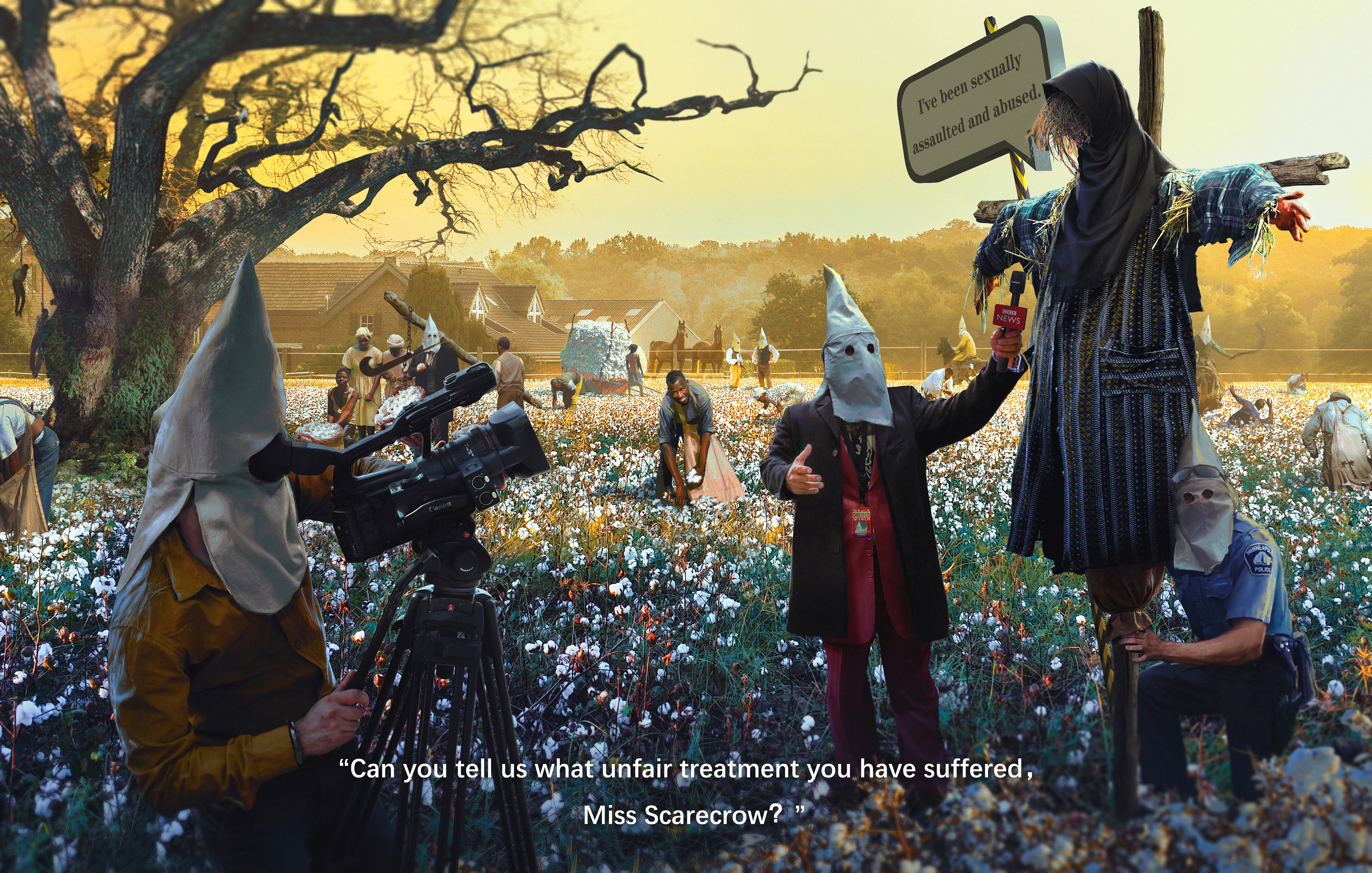
乌合麒麟的CG画作《Blood Cotton Initiative》

- 3月25日，斯凯奇品牌在中国大陆网络上引发热烈讨论，并登上微博热搜。该品牌在看到ASPI的涉疆报告后，独立对中国大陆供应商进行了两轮调查，一次在2020年6月，一次在2020年12月，其调查报告称“这些调查的主要目标是检查当地劳工的状态，具体说，确保没有工厂雇佣童工或者强制劳工”。[264]
- 在大量网友抵制耐克的同时，Nike在得物平台的交易量不降反增。[265]25日虎扑体育平台上有人发起標题「假如耐克过段时间高档鞋大降价你买不买」的投票，有45.1%表示会买，37.9%选择不买，17.1%选择观望[266][267]。
- 白敬亭本于3月25日从海口乘机前往北京，但因解决与匡威解约的相关事宜导致误机。有网友表示海口美兰国际机场广播曾于16点32分（白敬亭工作室发布解约声明的8分钟前）催促白敬亭登机。[268]
- 在互联网上，被抵制品牌在中国大陆雇佣的网店客服以及主播遭遇众多网民谩骂侮辱，使得工作人员处境尴尬但迫于实际只得继续工作。有部分网民对主播被言语攻击表示同情，「央視網青年」发微博建议“理性爱国”，不要攻击辱骂相关品牌店员，不要指责相关品牌使用者，不要为难打工人。李宁、安踏等一些品牌的销售场景则很是火爆，网友和主播在不断宣传“支持国货”[269][270][271]。事实上当时李宁也因官宣肖战为全球代言人而引发反感肖战及其粉丝的人士不满，亦因其商品价格开始上涨，被指“发国难财”[272]。
- 在微博，拥有288萬粉絲的女網紅「貢一」因更常穿Nike、Adidas等名牌，在新疆棉風波后，她立刻改口「本人所穿的Nike、Adidas品牌鞋服均為假貨，來自於中國莆田，本人與Nike、Adidas公司並無業務往來」，大动作切割引起嘲諷聲浪[273]。
- 2021年3月26日，已表明棄用新疆棉而在中國被抵制的耐克開賣新款運動鞋，在中國大陸的網購平台還未開售已經有34.6萬人預約，到開賣後，限量版運動鞋只用了一、兩秒便被中國大陸顧客買光[274][275]，在電商平台的耐克運動鞋交易界面每分鐘都刷新，交易量不減反增[276]，而在實體店則有過百人聚集抽號碼牌，欲搶購限量版運動鞋[276]。
- 3月27日，号称「戰狼畫手」的中国大陆插画师烏合麒麟在微博發布新作《Blood Cotton Initiative》 （血棉行動），諷刺帶頭抵制新疆棉花的良好棉花發展協會（BCI），畫中還暗藏H&M、Nike等品牌[277]。該漫畫發布後，立即引起輿論關注，並被外界解讀稱，該漫畫描繪了黑人採摘棉花的場景，遠處有頭戴白色尖頭罩的監工監視着他們，令人想到美國種族主義組織三K黨的「標誌」穿戴；漫畫中記者手上的話筒，有形似BBC News的圖標。他們採訪的，是一個警察扶住的十字架上的稻草人。稻草人不能説話，但身旁被立了塊牌子代其發言：「我遭受過性侵犯和虐待。」而警察跪着的姿勢和身穿的制服，也似曾相識。有網民將此与非裔男子弗洛伊德（George Floyd）遭美國警察暴力執法致死事件對比。此外，畫中出現了形似Nike標誌的棉花秤[278]，樹上還有「H&M」的血跡。左邊的角落裏，樹上有兩個被吊死的黑人[279][280]。
- 5月9日中午，有记者在长沙IFS的中国李宁店发现，店内有不少顾客，同时该商店多种商品出现了断货的情况。此店铺的一位导购员表示，其门店的销售额较往年同期相比增长了30%左右，而且李宁运动的生意也很不错。同期李宁热卖、耐克和阿迪达斯等在华销量暴跌的新闻也迅速冲上微博热搜。[281]
- 据中华网引述国际评级机构晨星公司数据显示，天猫旗舰店阿迪达斯和耐克等品牌的4月销售额下滑严重，均较上年同期腰斩。其中，阿迪达斯4月销售额同比下滑了78%，耐克4月销售额同比下滑了59%。优衣库4月销售同比下滑超20%。李宁和安踏4月总体销售额分别同比上升72.3%和51.2%。其中，李宁旗下品牌中国李宁4月在天猫旗舰店的销售同比增长超800%，多种商品出现一货难求现象。有网友表示，不少青少年甚至抵触购买涉及新疆棉事件中的品牌。[281]
- H&M在2021年7月河南水灾發生後宣布向河南省捐款100萬元（人民幣．下同），並捐贈價值100萬元的衣物。在新疆棉風波的陰霾下，內地網民對於H&M為河南水災捐款的評價兩極，有人認為若就事論事，捐款是值得感謝，「雖綿薄，但溫暖」；也有人質疑其「辱華」之後才來捐款，直言「捐款謝謝你，但是辱華不會忘記」[282]，可見H&M此舉無法挽回中國市場消費者的信任。6月24日，H&M因遭抵制關閉了位於上海的旗艦店[229]。

## 其他影响

### 体育
- 2021年7月，西甲豪門巴塞罗那足球俱乐部由於不想與中國大陸方面起衝突，因此停止了與H&M已進行數月的新贊助合約談判[283]。
- 2021年10月，出生於新疆烏魯木齊的中國男子籃球職業聯賽（CBA）球員胡明軒因簽約代言Adidas，被所屬球隊對其做出內部扣發20%奪冠獎金的處理[284]。

### 股市
- 2021年3月24日，H&M、阿迪达斯、耐克等股票分別下跌5.30%、3.45%、2.89%[285]。
- 2021年3月25日，安踏发布声明退出BCI，当日港股体育股价大涨8.4%。而A股方面，*ST拉夏、美邦服饰、搜于特、日播时尚等涨停，浪莎股份、海澜之家、七匹狼等随即跟涨。新赛股份、新农开发这两只新疆棉花概念股均收获涨停板[286]。

### 艺人
- 此外，往年代言或站台过该H&M品牌的中国大陆艺人，如代言“H&M 2020中國新年系列”的赵丽颖、冯绍峰及2019年年底曾任Giambattista Valli x H&M设计师联名合作系列全球代言人的李宇春都被网民点名[287]。
- 徐濠萦因丈夫陈奕迅宣布终止与Adidas的一切合作后，其社群软体因留有许多与Nike相关贴文而被网友洗版，迫使她关闭留言功能[288]。
- 已移居加拿大的王袓贤因Instagram疑似发表支持新疆棉花，引起许多网友到其社群软体留言炮轰，但有资深粉丝质疑该账号是假的，表示王祖贤根本沒有Instagram账号[289]。
- 陳奕迅宣佈與合作十年adidas解除合作關係後，盛傳違約金高達6000萬元人民幣。[290]
- 陈冠希自创的潮牌CLOT因曾与Nike合作推出球鞋，被许多网民到其个人社交平台上狙击，要求他尽快表态和选择站队，CLOT之后将该帖文删除[291]。
- 刘亦菲经由粉丝运营的「刘亦菲吧官方」发布了与Adidas品牌已无合作关系的声明。但因为刘亦菲微博并未删除阿迪达斯相关广告，因而引起网友质疑刘亦菲本人是否真正解约。隔日，刘亦菲首度于微博表态“支持新疆棉花”，但她没有提到新疆棉花事件，而是贴出广告文，因此受到网民指责[292]。
- 著名韩国女团BLACKPINK成员Lisa因代言阿迪达斯导致其在中国大陆《时尚芭莎》的封面照无预警撤下，官方顶置的官宣文已被其他贴文代替。原文似乎已被删除。有网民使用关键字“Lisa”搜寻，但是找不到相关封面[293][294]。

### 节目
一些出现涉及品牌商标的节目，被制作组后置马赛克或雾化处理。
| 节目名称             | 节目类型   | 备注                                                           | 补充 | 来源            |
| -------------------- | ---------- | -------------------------------------------------------------- | --- | --------------- |
| 《尋人記》           | 新聞類節目 | 第二集                                                         | |                 |
| 《你是我的城池营垒》 | 电视剧     | 白敬亭的灰色耐克T恤                                            | | [ 295 ]         |
| 《青春有你3》        | 综艺节目   | 阿迪达斯为服装主要赞助商，提供练习生节目录影时的衣服及运动鞋。 | 2021年3月5日，《青春有你》官方微博宣布第11期节目将延期播放，并且练习生自穿便服及拖鞋参与节目录制。 另外，孙亦航在第11期的预告中把衣服穿反，是唯一一个衣服没有露出“adidas”字眼的练习生。 | [ 296 ] [ 297 ] |
| 《创造营2021》       | 综艺节目   | PUMA为服装主要赞助商，提供练习生节目录影时的衣服及运动鞋。     | | [ 262 ]         |

### 军事
2024年4月，德国莱茵金属公司首席执行官 阿明·帕珀格 表示，欧洲 70 % 以上的棉短绒依赖中国。因为中国存在地缘政治的原因，而扣留棉短绒的风险。所以尽可能多地购买棉短绒，来填补库存的。目前已经囤积了可供三年使用的库存，并且每个月都从中国继续交付。
另一位行业高管表示：“硝化纤维素（原料主要是棉短绒）供应严重不足，这给行业内其他地方带来了困难。”
俄罗斯卫星通讯社的专栏作家认为，由于此前对于新疆棉的抵制，导致法国等欧洲国家的军火企业无法按时交付援助乌克兰的弹药。

## 引發中國大陸國族情緒的其他事件
- 2008年中国民众抵制家乐福事件
- 2012年中国反日示威活动
- 韓國部署薩德反導彈系統事件
- 达雷尔·莫雷涉港言论争议
- 利爾·龐普#事業
- 杜嘉班纳#辱华爭議
- Spreadshirt#用户作品被指辱华
- 巴黎世家#被指歧视的衝突
- 蔻驰#争议[302]